# Yolo County
Das Yolo County ist ein County im Norden des US-Bundesstaates Kalifornien. Der Verwaltungssitz (County Seat) ist Woodland.

## Geographie
Das County liegt im mittleren Norden von Kalifornien und grenzt im Uhrzeigersinn an die Countys Sacramento County, Solano County, Napa County, Lake County, Colusa County und Sutter County.

## Geschichte
Das County wurde 1850 gegründet. Sein ursprünglicher Name war Yola County.
Insgesamt sind 22 Bauwerke und Stätten des Countys im National Register of Historic Places eingetragen.

## Demografische Daten

Alterspyramide des Yolo Countys (Stand: 2000)

Nach der Volkszählung im Jahr 2000 lebten im Yolo County 168.660 Menschen. Es gab 59.375 Haushalte und 37.465 Familien. Die Bevölkerungsdichte betrug 64 Einwohner pro Quadratkilometer. Ethnisch betrachtet setzte sich die Bevölkerung zusammen aus 67,67 % Weißen, 2,03 % Afroamerikanern, 1,16 % amerikanischen Ureinwohnern, 9,85 % Asiaten, 0,30 % Bewohnern aus dem pazifischen Inselraum und 13,76 % aus anderen ethnischen Gruppen; 5,23 % stammten von zwei oder mehr ethnischen Gruppen ab. 25,91 % der Bevölkerung waren spanischer oder lateinamerikanischer Abstammung.
Von den 59.375 Haushalten hatten 33,60 % Kinder und Jugendliche unter 18 Jahre, die bei ihnen lebten. 47,60 % waren verheiratete, zusammenlebende Paare, 11,10 % waren allein erziehende Mütter. 36,90 % waren keine Familien. 23,30 % waren Singlehaushalte und in 7,30 % lebten Menschen im Alter von 65 Jahren oder darüber. Die Durchschnittshaushaltsgröße betrug 2,71 und die durchschnittliche Familiengröße lag bei 3,25 Personen.
Auf das gesamte County bezogen setzte sich die Bevölkerung zusammen aus 25,20 % Einwohnern unter 18 Jahren, 18,30 % zwischen 18 und 24 Jahren, 28,20 % zwischen 25 und 44 Jahren, 18,90 % zwischen 45 und 64 Jahren und 9,40 % waren 65 Jahre alt oder darüber. Das Durchschnittsalter betrug 30 Jahre. Auf 100 weibliche Personen kamen 95,60 männliche Personen, auf 100 Frauen im Alter ab 18 Jahren kamen statistisch 92,20 Männer.
Das jährliche Durchschnittseinkommen eines Haushalts betrug 40.769 USD, das Durchschnittseinkommen der Familien betrug 51.623 USD. Männer hatten ein Durchschnittseinkommen von 38.022 USD, Frauen 30.687 USD. Das Prokopfeinkommen betrug 19.365 USD. 18,40 % Prozent der Bevölkerung und 9,50 % der Familien lebten unterhalb der Armutsgrenze. 16,00 % davon waren unter 18 Jahre und 7,40 % waren 65 Jahre oder älter.

## Orte im County

### Cities
- Davis
- West Sacramento
- Winters
- Woodland

### CDPs
- Brooks
- Clarksburg
- Dunnigan
- El Macero
- Esparto
- Guinda
- Knights Landing
- Madison
- Monument Hills
- Rumsey
- Tancred
- University of California-DavisYolo